# Fees
Fees o Fea (grec antic: Φειαί o Φειά) era una ciutat de l'antiga Èlida que es trobava al territori de la Pisàtida, situada a l'istme que connecta al cap de Katakolo amb el continent. Homer l'esmenta, i la col·loca vora d'un riu que anomena Iàrdan, que allà desembocava a la mar.
Tucídides diu que durant el primer any de la Guerra del Peloponès, el 431 aC, la flota atenenca, després d'haver navegat de Metone a Messènia, van desembarcar a Fees i van destruir el país. Va sobrevenir una tempesta, i ràpidament els atenesos van anar a refugiar-se al port de Fees.
Davant del port hi ha una illa que Polibi anomena Fees. Aproximadament a dos km de la desembocadura del riuet hi ha un port, que alguns historiadors han volgut identificar amb el lloc on Tucídides diu que van desembarcar els atenencs, però allà no hi ha restes antigues de cap mena. Al lloc de l'antiga ciutat, en canvi, en una elevació del terreny, s'hi va construir en època medieval la fortalesa de Ponticocastro, aprofitant les pedres de l'antiga murada. Hi ha també les restes d'un antic port natural en un lloc que ara és un petit rierol, car la badia del Katakolo era massa oberta per la navegació antiga.